# Phlebiella bourdotii
Phlebiella bourdotii är en svampart som först beskrevs av Boidin & Gilles, och fick sitt nu gällande namn av Tellería, Melo & M. Dueñas 1997. Phlebiella bourdotii ingår i släktet Phlebiella, ordningen Polyporales, klassen Agaricomycetes, divisionen basidiesvampar och riket svampar.   Inga underarter finns listade i Catalogue of Life.
I den svenska databasen Dyntaxa används istället namnet Aphanobasidium bourdotii för samma taxon.  Arten är reproducerande i Sverige.